# Сирдар'їнська область
Сирдар'ї́нська о́бласть (вілоя́т, узб. Sirdaryo viloyati, Сирдарьо вілояті) — адміністративна одиниця територіального поділу Узбекистану, з адміністративним центром у місті Ґулістан.
Область розташована в центральній частині Узбекистану, на лівому березі річки  Сирдар'я. Вона межує на півночі з республікою Казахстан, на сході  — з Ташкентською областю, на півдні  — з республікою Таджикистан, на заході  — з Джиззацькою областю.

## Історія
Сирдар'інська область була заснована 16 лютого 1963 року у складі Узбецької РСР.

## Географія
Сирдар'їнська область займає загальну площу 5100 км² та характеризується типовими континентальними та посушливими кліматичними умовами. Степові території займають значну частину регіону.
Кількість опадів варіюється від 130 до 360 мм на рік на рівнинах і досягає 440-620 мм у передгір'ях. У південно-східній частині області влітку кілька днів поспіль можуть дмухати сухові та пилові бурі, що завдають шкоди посівам. Теплий період триває 247 днів, а річна сума позитивних температур коливається в межах 5000-5900 °C. Середньорічна температура повітря становить 14 °C, при цьому середня температура січня становить -6 °C на півночі та -2 °C на півдні. Взимку температура може швидко опускатися до -30 ° C (у Гулістані - до -35 ° C). Іноді в середині зими погода раптово стає теплішою, а потім знову холоднішою. Навіть пізньої весни та ранньої осені заморозки скорочують вегетаційний період рослин. Літо в області сухе та спекотне, із середньою температурою липня від 27 до 29 °C та піковими значеннями до 32-45 °C. Часто гарячі вітри (хармселі) висушують ґрунт і негативно впливають на зростання рослин.
Рельєф регіону переважно горбистий, з ухилом із півдня на північний захід. У територію району входить частина Мірзачульського степу, висота місцевості варіюється від 230 м на півночі до 400-450 м у центральній частині та 600-650 м на південному заході. На сході тягнеться велика долина Сирдар'ї. У мезозойську та кайнозойську ери більша частина території була покрита товстим шаром осадових порід. В області є болота, такі як Шорозак, Мірзаробіт та Сардоба. Рівнину утворено відкладеннями річок, а деякі райони зайняті озерами, болотами та солончаками. У Сирдар'їнській області були прориті нові канали та рови, пустелі освоювалися і перетворювалися на орні землі. На рівнинах були збудовані іригаційні споруди, закладено бавовняні поля, розбито сади та виноградники. Пагорби складаються з болотистих земель та пасовищ.
Погода в регіоні мінлива і суха. Річна кількість опадів становить 180-220 мм, випадають переважно взимку. Влітку через сильне випаровування ґрунтові води засолюють ґрунти поверхневих територій (Шараф-Рашидовський, Аколтинський, Гулістанський райони). "Бекабадський вітер", який дме часто з листопада по березень, має швидкість 20-25 м/сек (у районі Бойовут досягає 40 м/сек). Цей тип вітру, що дме навесні, іноді знищує рослини бавовнику, що проростають. В останні роки було створено гаї екзотичних дерев.
Ґрунти регіону переважно світлозабарвлені, слабосуглинисті сіроземи зі слабкою та середньою засоленістю, за механічним складом суглинні та супіщані. На рівнинах зустрічаються солончаково-суглинисті та солончаково-лужні грунти. Глибина залягання ґрунтових вод становить 5-6 м. Солончаки широко поширені у Шорозакському масиві та на низинних ділянках, які ще не освоєні. 32% зрошуваних земель засолені, 25% — слабозасолені та 16% — засолені.

## Природа
Серед рослин регіону зустрічаються тюльпани, маргаритки, деревій, м'ята, шпинат, солянка, полин, дзвіночок, салат-латук, туятовон та кроляча кістка. Також ростуть джузгун, кавул, акурай, кілтик, каррак, ранг, ілак, бетага, кієк, каміш, юлгун, акбош, аспакхонмас, наматак, мінгбоші, читир, гумай, плющ, саксаул, різні чагарники, жида, я, та інші.
У фауні регіону мешкають дикі тварини, такі як газель, лисиця, вовк, рись, кабан, нутрія, ондатра, кажан, водяний щур, їжак, скунс, ящірка, змія, черепаха, фаланга та скорпіон. Серед птахів зустрічаються яструби, соколи та інші види, що свідчить про багате біорізноманіття регіону.

## Адміністративний поділ
Сирдар'їнська область складається з 8 районів (туманів) та 3 міст обласного значення. 8 районів (туманів):
- Акалтинський район (центр  —  с. Сардоба);
- Баяутський район (центр  —  с. Баяут);
- Ґулістанський район (центр  —  с. Дехканабад);
- Мірзаабадський район (центр  —  с. Навруз);
- Сардобський район (центр — с. Пахтаабад);
- Сайхунабадський район (центр — с. Сайхун);
- Сирдар'їнський район (центр — місто Сирдар'я);
- Хавастський район (центр — с. Хаваст).

3 міста обласного підпорядкування:
- Ґулістан
- Ширін
- Янгієр

## Населення
Станом на 2021 рік населення області становить 860 900 осіб. Найбільшим містом є Ґулістан, населення якого налічує 54 000 осіб. Серед інших великих міст регіону можна виділити  Бахт, Сирдар'я, Ширін та Янгієр.
На офіційному сайті Комітету з міжнаціональних відносин та дружніх зв'язків із зарубіжними країнами при Кабінеті Міністрів Республіки Узбекистан опубліковано відомості про чисельність національних меншин у Сирдар'їнській області станом на 1 січня 2017 року:
- казахи — 112 951 осіб
- киргизи — 16 721 осіб
- таджики —  80 104 осіб
- азербайджанці — 2853 осіб
- росіяни — 23 306 осіб

## Економіка

### Сільське господарство
Економіка Сирдар'їнської області ґрунтується на сільському господарстві, з акцентом на вирощуванні бавовни та пшениці. Тут розташовані тисячі гектарів цілинних земель, досліджених для сільськогосподарських потреб, а також розвинена зрошувальна інфраструктура. За останні кілька років було збудовано насосні станції та інші зрошувальні системи, що сприяло збільшенню продуктивності. Крім бавовни та пшениці, в області успішно вирощують корми для тварин, овочі, дині, гарбузи, картопля, кукурудзу, фрукти та виноград. Особлива увага приділяється розведенню великої рогатої худоби. У планах регіону — покращення бавовнопереробного сектора промисловості, подвоєння сільськогосподарського виробництва, а також будівництво фабрик для виробництва спирту та горілки, виготовлення джему, томатного соку та кетчупу, частина продукції буде призначена для експорту.
Господарство області спеціалізується на вирощуванні бавовни, зернових, коководстві, садівництві, овочівництві та тваринництві. Станом на 2004 рік у Сирдар'їнській області функціонують 30 підприємств та 6170 фермерських господарств. Загальна площа орних земель складає 245 тисяч гектарів, з яких 115,3 тисячі гектарів відведено під бавовник, 86,3 тисячі гектарів — під зернові, 6 тисяч гектарів — під рис, 1,9 тисячі гектарів — під овочі, 2 тисячі гектарів — під баштанні культури, а 450 гектарів — під інші рослинні культури. Сади та виноградники займають 1233 гектари. На зрошуваних землях вирощуються також люцерна, горох, маш, кунжут, просо, квасоля, соняшник та інші культури. Основними районами для вирощування овочів і баштанних культур є Гулістанський та Хаваський райони. Вирощені в регіоні дині, кавуни та цибуля постачаються до міст Уралу, Сибіру та Далекого Сходу.
В області активно розвиваються садівництво та виноградарство. Загалом у колективних та індивідуальних господарствах Сирдар'їнської області утримується 181,1 тисячі голів великої рогатої худоби, з яких 75,9 тисячі — корови. Крім того, в регіоні налічується 120,5 тисячі голів овець і кіз, 376,3 тисячі голів птиці та 6,1 тисячі голів коней (станом на 2004 рік). Також на території області функціонують 2 рибальські господарства.

### Промисловість
На початку XX століття в регіоні функціонувало кілька невеликих підприємств. У 1970-х роках у місті діяло 8 бавовноочисних заводів та 29 бавовноприймальних пунктів. Бавовняне волокно, яке вироблялося на місцевих фабриках, експортувалося до Болгарії, Польщі, Куби, Чехословаччини, Туреччини та країн Африки.
З 10 774 підприємств Сирдар'їнської області 10 129 становлять суб'єкти малого та середнього підприємництва. Серед них 8 557 — це мікропідприємства, 1 282 —  малі підприємства та 290 —  середні підприємства.
В області діють 39 підприємств із іноземними інвестиціями. 35 із них є спільними підприємствами. Серед спільних підприємств особливо ефективні: узбецько-російське СП «Туркістон С» (виробництво кондитерських виробів), узбецько-чеське фармацевтичне СП «Лічова» (виробництво медичного спирту, лікарських препаратів), іноземне птахівниче підприємство, узбецько-австрійське «Сирдаре», «Лоламодель» (виробництво трикотажних виробів), «Сарбонтекс» (медичні бинти, марля, хірургічні серветки), узбецько-іранське «Сайхун ПАЯ» (виробництво томатної пасти), узбексько-китайське «Пахтакор ЛТД» (тепличне господарство), узбецько-арабське «Ок, олтин ПМБ» (виробництво бавовняного волокна) та інші підприємства. Діють 9 бавовноочисних заводів, Сирдар'їнська ТЕС, Фарходська ГЕС, акціонерні товариства «Момік», «Зилола», «Шухрат», «Гулістаннон», «Ховосдон», «Ак Олтіндон», приватне підприємство «Сайхунсут», підприємство «Бунед» (виготовляє залізобетонні вироби) та інші.

### Енергетика
- Сирдар'їнська ТЕС — одна з найбільших електростанцій Узбекистану, що виробляє третину електрики в країні розташована в цій області. Основною метою розвитку промисловості є створення експортно-орієнтованого виробництва. У планах також передбачено розробку та виробництво сталевого дроту та гібридних виробів.
- Фархадська ГЕС (ГЕС-16) — гідроелектростанція на річці Сирдар'я, розташована поблизу міста Ширін, була зведена за проектом архітектора І.Ю. Каракіса.

### Інвестиції
Програма для розвитку промисловості області до 2000 року зажадала іноземних інвестицій у розмірі 21500000 доларів США.[джерело?]

### Транспорт
- Протяжність залізниць — 400 км.
- Протяжність автомобільних доріг — 2000 км.

Через Сирдар'їнську область проходять такі поїзди: Ташкент-Кітаб, Ташкент-Нукус, Ташкент-Бухара, Ташкент-Термез, Ташкент-Самарканд, Ташкент-Андіжан, Ташкент-Ховос. Електропоїзди запущені маршрутами Ташкент-Самарканд та Ташкент-Гюлістан. У регіоні також діяв Закон про помірний клімат в Узбекистані. Через Сирдар'їнську область проходять автобуси з Ташкента в Джизак, Самарканд, Навої, Бухару, Термез, Кітаб, Шахрісабз, Ургенч та Нукус. Крім того, автобуси курсують між обласним центром та районними центрами, а також із Гулістану та Янгієра до Ташкента.

## Культура, освіта, охорона здоров'я та спорт
У Сирдар'ї в 1914 році функціонувала одна російськомовна школа, а в 1916 році їх кількість зросла до 13. У навчальному році 1917-1923 років число шкіл досягло 52, в яких навчалося 2030 осіб.
У 2003/2004 навчальному році в Сирдар'їнській області функціонувало 308 загальноосвітніх шкіл, де здобували освіту 156 тисяч учнів, серед яких 3659 осіб навчалися в 14 спеціалізованих навчальних закладах. Окрім цього, у 14 музичних та художніх школах області навчалося 1300 учнів, а 22 спортивні школи приймали близько 11 тисяч учнів.
У сфері міжнародного співробітництва в системі народної освіти також проводиться певна робота. Зокрема, 21 школа Мірзаабадського району є членами Шкільної ради ЮНЕСКО. Крім того, у регіоні спільно з ЮНІСЕФ було створено 5 дитячих садків, що сприяє розвитку дошкільної освіти.
У вересні 2003 року в Ташкенті, в рамках програми «Підтримка свободи» (АКСЕЛС), проходив конкурс, до якого долучилися 110 талановитих школярів з Сирдар'їнської області. Серед них 43 учні зуміли успішно подолати перший тур змагання, продемонструвавши свої здібності та потенціал.
У період з 1998 по 2003 рік у містах та районах Сирдар'їнської області було зведено та введено в експлуатацію 22 професійні коледжі та академічні ліцеї, які були оснащені сучасними машинами та обладнанням, що відповідає вимогам сьогодення. У 2004 році в цих навчальних закладах здобували освіту 12 483 учні в 22 професійних коледжах та 1 186 учнів у 2 академічних ліцеях. Крім того, в регіоні функціонує університет Гулістану.
У Сирдар'їнській області функціонує один музей — Музей історії розвитку Мірзачоля, що розташований у місті Гулістан. Регіон також має 198 масових бібліотек, які містять 1 659,8 тисяч примірників творів, 103 клуби та будинки культури, а також один театр і обласну картинну галерею.В області активно діють обласний Центр духовності та просвітництва, Центр народної творчості та культурно-просвітницької роботи, а також Гулістанська школа мистецтв. Крім того, в регіоні розташовані два парки культури і відпочинку. Обласні філії «Узбекнаво» та «Узбекракс» також вносять свій внесок у культурне життя, а ансамбль пісні та танцю «Сирдарьов» разом із дев'ятьма самодіяльними фольклорними колективами активно беруть участь у республіканських та регіональних культурно-масових заходах.

### Охорона здоров'я
У Сирдар'їнській області функціонує 32 лікарні загальною потужністю 4,1 тисячі ліжок (63,2 ліжка на 10 тисяч населення), 10 пологових будинків, 131 лікарська амбулаторія, а також поліклініки та 130 сільських лікарських пунктів. Крім того, в регіоні працює 108 аптек та інші лікувально-профілактичні заклади, де надають медичну допомогу 1522 лікарі та 7616 осіб середнього медичного персоналу (дані за 2004 рік). У місті Гулістан розташований республіканський центр екстреної медичної допомоги, який має філії в 9 районах, забезпечуючи своєчасну медичну допомогу населенню регіону.

### Спорт
Спортсмени Сирдар'їнської області активно беруть участь у змаганнях різного рівня з 33 видів спорту. Серед них були володарі медалей у таких дисциплінах, як кікбоксинг, боротьба, боротьба на поясах, бокс, веслування, армрестлінг, тхеквондо, легка атлетика, шахи, шашки, карате, велоспорт та інших видах спорту. 
Представники спортсменів Сирдар'їнської області входять до складу 19 республіканських збірних команд. У 2003 році вони активно брали участь у світових, міжнародних та азіатських змаганнях, здобуваючи призові місця. Зокрема, Джахонгір Кочмуродов і Алішер Абдуллаєв завоювали золоті медалі на чемпіонаті світу з кікбоксингу в Греції, а Собір Кадиров отримав бронзову медаль. Фарід Усманов виборов срібну медаль на чемпіонаті світу з армрестлінгу в Росії, тоді як Алішер Ортіков здобув срібло на чемпіонаті Азії з шашок в Індії. Шерзод Абдурахмонов завоював срібну медаль на чемпіонаті світу з боксу в Італії та бронзові медалі на міжнародному турнірі в Баку. Команда веслярів, до складу якої входили Сергій Тян, Юрій Шахсуварян, Сергій Якубов і Віталій Сілаєв, також здобула бронзові медалі на міжнародному турнірі з веслування в Італії. Собір Умаров посів перше місце на міжнародному турнірі з шахів у Росії, а Алішер Боронов виборов золото на міжнародному турнірі з боротьби «Іслом Карімов» в Англії. У 2003 році спортсмени області взяли участь у 6 світових, 16 міжнародних та понад 40 республіканських змаганнях, продемонструвавши гідні результати. У регіоні вже стало традицією проведення міжнародного тенісного турніру «Ф'ючерс», а також чемпіонатів республіки з технічних видів спорту, зокрема картингу.
У Сирдар'їнській області функціонують 22 дитячо-юнацькі спортивні школи, де близько 11 000 студентів займаються різними видами спорту. У місті Гулістан також діє спеціальна спортивна школа для дітей і підлітків олімпійської кваліфікації, яка підпорядковується обласному спорткомітету.
У Сирдар'їнській області спортсменам і мешканцям доступні 1493 спортивні споруди, серед яких спортивний комплекс «Алпоміш», палац «Боксу», «Дитячо-юнацький спортивний центр», тенісні корти та інші. Також в області є 1230 спортивних майданчиків, 11 плавальних басейнів і 12 стадіонів. У спортивних секціях усіх видів спортивних організацій займаються понад 181,3 тисячі дітей, що свідчить про великий інтерес до спорту серед молоді. Розроблено навчальні програми для загальноосвітніх шкіл, коледжів та ліцеїв, спрямовані на розвиток дитячого спорту, а також визначено відповідні заходи для їх реалізації. Важливу роль у забезпеченні навчальних закладів і спортивних шкіл кваліфікованими кадрами відіграє заочне відділення з початкової освіти та спортивно-виховної роботи, фізичного виховання та фізичної культури, яке було відкрито в Гулістанському державному університеті.

## Преса, радіо та телебачення
У Сирдар'їнській області виходять дві обласні газети — «Сирдаре хакікаті» та «Сирдаринська правда», а також дев'ять районних і п'ять міських газет, серед яких «Гулістанські новини» (1989), «Янгіер тонгі» (1967), «Солодкий голос» (1995) та «Бахтнома» (1996). У регіоні також функціонують 14 мережевих та одна приватна газета — «Yog'du Plus», заснована у 1994 році. Крім того, видається один журнал — «University Newsletter», який вийшов у 2001 році. 
Перші радіопередачі в Сирдар'їнській області розпочалися у 1963 році. Сьогодні регіональне радіо здійснює мовлення протягом 21 години 20 хвилин на місяць. Крім того, радіопередачі ретранслюються на першому каналі Радіо Узбекистану «Узбекистон», що забезпечує широку доступність інформації та культурних програм для слухачів області.
У 1996 році була створена обласна телестудія, яка розпочала трансляцію телевізійних програм. У Сирдар'їнській області також функціонує комерційна телекомпанія «Алока АК», заснована у 2001 році, та студія кабельного телебачення «Комета», що діє з 2003 року. Обидві компанії належать приватній фірмі «Шодлік Р».

## Особи, пов'язані з Сирдар'їнською областю
- Елер Ганієв — узбецький державний діяч
- Мансур Мірза-Ахмедов — узбецький державний діяч
- Файзулла Муллажонов — узбецький державний діяч
- Аббосбек Файзуллаєв — професійний футболіст

## Керівництво Сирдар'їнської області

### Голови облвиконкому
1. Тасанбаєв Єгемкул Тасанбайович (1963 — 1969)
2. Ахмедов Кудратілла Ахмедович (1969 — 27 лютого 1971)
3. Хайдуров Віктор Олексійович (27 лютого 1971 — 1974)
4. Кучкаров Ібрагім Уралович (1974 — 1988)
5. Айдаркулов Абдухалик Абдурахманович (1988 — березень 1990)
6. Хасанов Мукум Хасанович (1990 — 1991)
7. Махмудов Батир Махмудович (1991 — лютий 1992)

### Голови обласної ради народних депутатів
1. Айдаркулов Абдухалик Абдурахманович (1990 — січень 1992)

### 1-і секретарі обкому КП Узбекистану
1. Махмудов Насир (1963 — 1969)
2. Тасанбаєв Єгемкул Тасанбайович (1969 — 23 січня 1971)
3. Худайбердиєв Нармахонмаді Джурайович (23 січня 1971 — 27 лютого 1971)
4. Ахмедов Кудратілла Ахмедович (27 лютого 1971 — 1974)
5. Хайдуров Віктор Олексійович (1974 — 18 червня 1984)
6. Антонов Віктор Олександрович (18 червня 1984 — 14 січня 1986)
7. Клепиков Олександр Федорович (14 січня 1986 — 7 березня 1990)
8. Айдаркулов Абдухалик Абдурахманович (7 березня 1990 — 14 вересня 1991)

### Хокіми (губернатори)
1. Махмудов Батир Махмудович (11 лютого 1992 — 9 жовтня 1993)
2. Хасанов Гуломкодир Ботиралійович (13 жовтня 1993 — 28 жовтня 1996)
3. Ісмаїлов Уктам Кучкорович (1996 — лютий 2000)
4. Ісраїлов Алішер Хужамович (2000 — 28 листопада 2002)
5. Хайдаров Равшан Хайдарович (28 листопада 2002 — 26 листопада 2004)
6. Джалалов Абдурахім Абдурахманович (26 листопада 2004 — вересень 2009)
7. Ашурматов Ойбек Шодмонкулович (вересень 2009 — грудень 2016)
8. Мірзаєв Гофуржон Ганійович (15 грудня 2016 — )

## Виноски
1. ↑  Хокіміят Сирдар'їнської області. Архів оригіналу за 8 серпня 2014. Процитовано 1 серпня 2014.